# Dan Caldwell
Daniel Wayne Caldwell, detto Dan (Seattle, 26 dicembre 1959), è un ex cestista statunitense, nome storico della pallacanestro reggina.

## Carriera
Dopo aver disputato tre campionati NCAA con i Washington Huskies, che capeggia nel suo anno da senior con 13.6 punti e 6,9 rimbalzi, viene scelto al terzo giro del draft NBA 1982 dai New York Knicks (52ª scelta). Non disputa però nessuna partita nella NBA, passando in CBA ai Montana Golden Nuggets.
Nel 1983 passa al Caja de Ronda di Malaga (squadra che nel 1992 si fonderà con il Mayoral Maristas per far nascere il Club Baloncesto Málaga) dove disputa due stagioni e 62 partite.
Arriva in Italia nella stagione 1985-86 in Serie A2 alla Rivestoni Brindisi. Dopo due stagioni , la prima in A2, la seconda in Serie B (in serie B ?) , nel 1987 passa alla Viola Reggio Calabria.
A Reggio disputa tre stagioni e mezzo (fino al novembre 1990), entrando nella storia del basket cittadino. In Serie A2 1988-89 trascina la Viola alla vittoria del campionato ed alla promozione in A1. Al termine della stagione 1989-90 vince il titolo di miglior marcatore del campionato.
Dopo 121 incontri con la Viola, nel 1991-92 passa alla Billy Desio dove disputa 39 partite.

## Palmarès
- Campionato di Serie A2: 1

Viola Reggio Calabria: 1988-89
- Miglior marcatore del campionato: 1

Viola Reggio Calabria: 1989-90